# Estación de Sangen-jaya
Sangen-jaya (三軒茶屋駅 Sangen-jaya-eki?) es una estación de ferrocarril situada en el barrio especial tokiota de Setagaya. Es propiedad de Tokyu Corporation y se encuentra servida por las líneas Den-en-toshi (código alfanumérico DT 03) y Setagaya (código alfanumérico SG 01).

## La estación
Aunque la misma estación forma parte de las líneas Den-en-toshi y Setagaya, como cada línea que presta servicio a Sangen-jaya cuenta con un edificio diferente, para los transbordos hace falta desplazarse entre edificios y volver a atravesar los tornos. 
La sección de la línea Den-en-toshi se caracteriza por ser una estación subterránea con dos andenes laterales que dan servicio a dos vías. Por otra parte, la sección de la línea Setagaya es una estación terminal con dos andenes que comparten la misma vía. Uno sirve para la bajada de pasajeros y otro para su subida. Cabe mencionar que no hay tornos al final del andén de bajada. 

## Servicios ferroviarios
| procedencia/destino              | < estación       | Línea | estación >     | destino/procedencia                 |
| -------------------------------- | ---------------- | ----- | -------------- | ----------------------------------- |
| Saginuma・Nagatsuta・Chuo-rinkan | Komazawa-daigaku |       | Ikejiri-ohashi | Shibuya・Oshiage(Skytree)・Kasukabe |

| procedencia/destino | < estación | Línea | estación >     | destino/procedencia      |
| ------------------- | ---------- | ----- | -------------- | ------------------------ |
| Terminal            | Terminal   |       | Nishi-taishidō | Kamimachi ・Shimotakaido |

## Galería de fotos

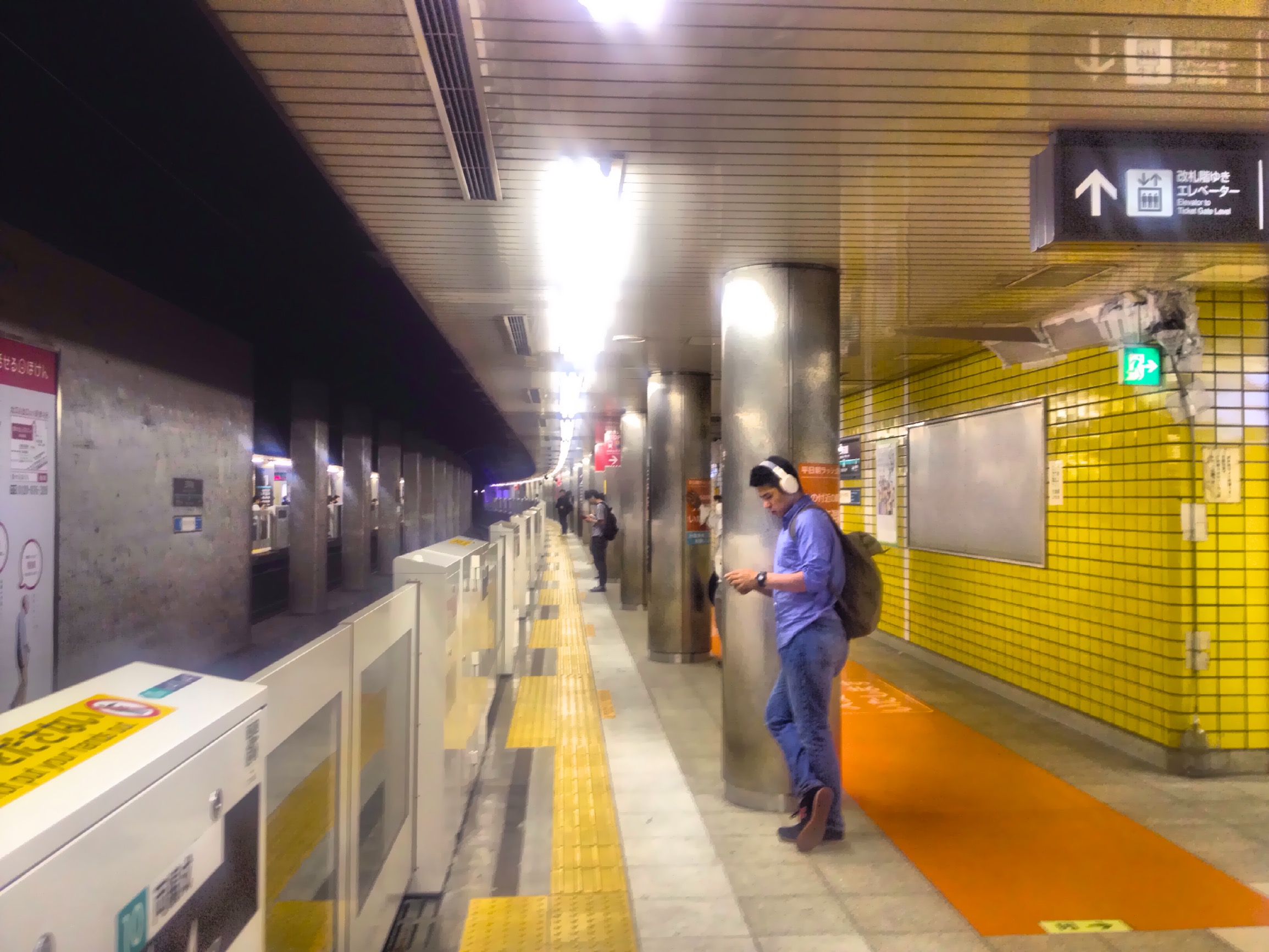
Andén de la línea Den-en-toshi (2 de junio de 2018)
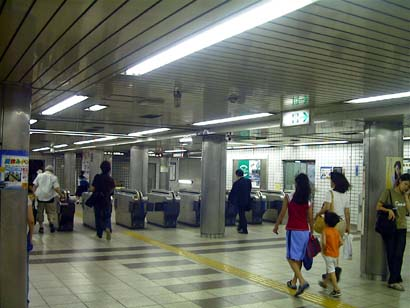
Tornos centrales de la línea Den-en-toshi
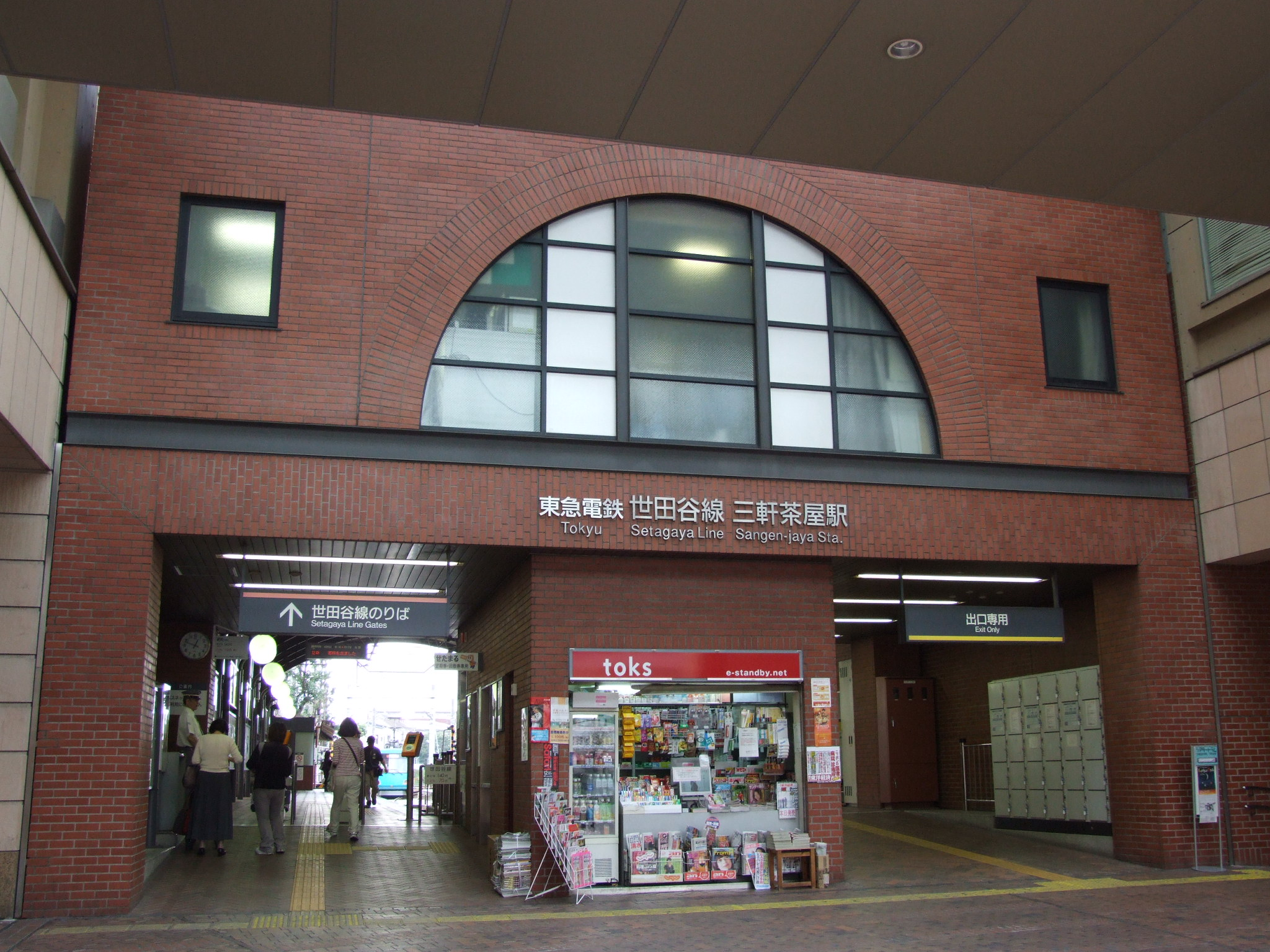
Edificio de la sección de la línea Setagaya (30 de octubre de 2007)
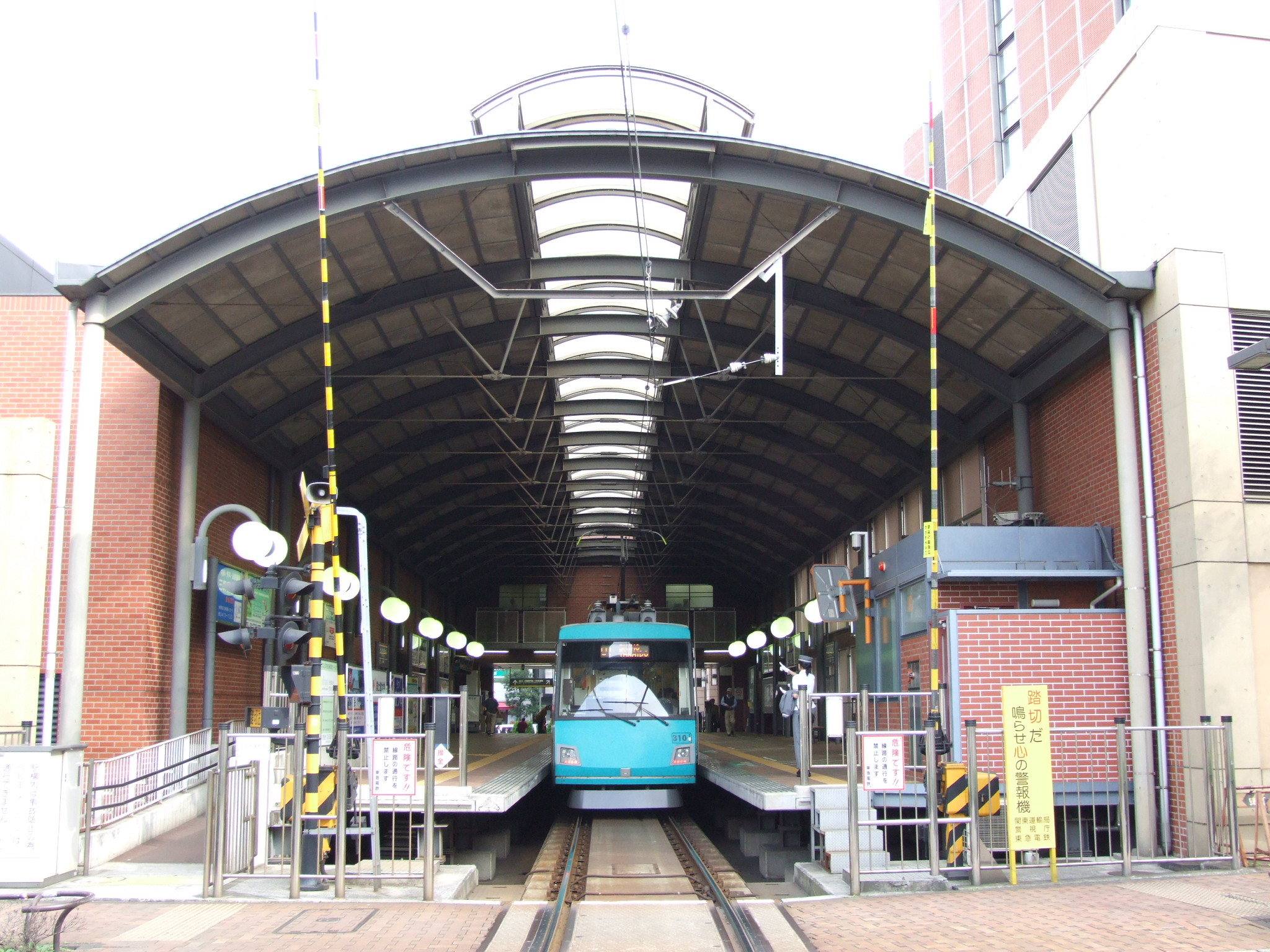
Interior del edificio de la línea Setagaya (31 de octubre de 2007)